# Liste der denkmalgeschützten Objekte in Steyr-Sarning
Die Liste der denkmalgeschützten Objekte in Steyr-Sarning enthält die 4 denkmalgeschützten, unbeweglichen Objekte des Steyrer Stadtteils Sarning.

## Denkmäler
| Foto |                 | Denkmal                                                                                      | Standort                                    | Beschreibung | Metadaten |
| ---- | --------------- | -------------------------------------------------------------------------------------------- | ------------------------------------------- | --- | --- |
| ja   | Datei hochladen | Grenzstein HERIS-ID: 107977 Objekt-ID: 125353seit 31. Dezember 2009                          | östlich Laichbergweg 2 Standort KG: Sarning | Schlichter hoher Granitgrenzstein aus dem Jahr 1774, im Süden der Stadt am Laichbergweg situiert. Teil von insgesamt drei erhaltenen Grenzsteinen am Laichbergweg. Die Schriftzüge „SS“ für Stadt Steyr, „SG“ für Stift Garsten und „1774“, die Jahreszahl der Aufstellung, sind deutlich zu erkennen. | BDA-Hist.: Q37811617 Status: § 2a Stand der BDA-Liste: 2025-06-30 Name: Grenzstein GstNr.: 850/5                                    |
| ja   | Datei hochladen | Grenzstein HERIS-ID: 109409 Objekt-ID: 127033seit 31. Dezember 2009                          | vor Laichbergweg 2 Standort KG: Sarning     | Schlichter hoher Granitgrenzstein aus dem Jahr 1774, im Süden der Stadt am Laichbergweg situiert. Teil von insgesamt drei erhaltenen Grenzsteinen am Laichbergweg. Der Grenzstein wurde bei einer Straßenverbreiterung versetzt und gedreht, sodass heute nur mehr der Schriftzug „SS“ für Stadt Steyr sichtbar ist. An der Rückseite, derzeit nicht einsehbar, müsste sich der Schriftzug „SG“ für Stift Garsten befinden. | BDA-Hist.: Q37814756 Status: § 2a Stand der BDA-Liste: 2025-06-30 Name: Grenzstein GstNr.: 850/6                                    |
| ja   | Datei hochladen | Grenzstein HERIS-ID: 107921 Objekt-ID: 125290seit 31. Dezember 2009                          | Pyrachstraße Standort KG: Sarning           | Rezent versetzter niedriger granitener Grenzstein aus dem Jahr 1774 an der Pyrachstraße. Nach Süden gewandt hat sich der Schriftzug „SG“ für Stift Garsten, nach Norden „SS“ für Stadt Steyr erhalten. | BDA-Hist.: Q37811456 Status: § 2a Stand der BDA-Liste: 2025-06-30 Name: Grenzstein GstNr.: 887/1                                    |
| ja   | Datei hochladen | Ehem. Reithofferwerk, Amtshaus Reithoffer HERIS-ID: 46780 Objekt-ID: 48958seit 22. Juli 1994 | Pyrachstraße 7 Standort KG: Sarning         | Monumentaler viergeschoßiger Fabriksbau. Er wurde für die Gummi- und Kabelwerke Josef Reithoffer's Söhne 1910 für die Produktion und Lagerung von Reifen errichtet. Langgestreckter Baukörper, ca. 75 × 27 m. Die Giebelfronten je sechsachsig, Gliederung der 22-achsigen Längsfassaden durch jeweils zwei übergiebelte Risalite mit geknickten Zwerchdächern, an der Straßenfront nur leicht vorspringend, an der Rückfront als weit vorspringende je dreiachsige Stiegenhaustrakte ausgeführt. Die Fensterachsen zum Teil paarweise zusammengefasst. Im Erdgeschoß horizontal geriefelter Putz, durchgehendes Kordongesims. In den Obergeschoßen durchgehende Lisenen, die, wie auch die Parapet- und Sturzfelder, durch abwechselnd glatten und rauen Putz strukturiert sind. In den Giebelfeldern der Risalite an der Straßenfront funktionsbezogene Bauplastik, jeweils reliefierte Darstellungen heroisch-athletischer Halbfiguren mit Reifen. Fassadenabschluss durch verkröpftes Traufgesims. Abschließendes Satteldach mit geknickten Dachflächen sowie querstehenden dreieckigen Lichtbändern sowie einem aufgesetzten Türmchen. Das Objekt wurde 1994 als Denkmal der frühen Industrie-Architektur unter Schutz gestellt. 1998 fand im Gebäude die Oberösterreichische Landesausstellung: Tradition – Innovation. Industrie im Wandel. statt. Von 2006 bis 2009 nach den Plänen des Architekten Rupert Falkner zum Amtshaus Reithoffer ausgebaut und saniert. | BDA-Hist.: Q38023660 Status: Bescheid Stand der BDA-Liste: 2025-06-30 Name: Ehem. Reithofferwerk, Amtshaus Reithoffer GstNr.: 689/2 |